# Кубична пита
Кубичната пита е единствената изпъкнала правилна пита. На всеки връх има 8 куб. Себедуална е. Връхната фигура е октаедър.
Конуей нарича питата кубил.

## Еднообразни оцветявания
| Нотация на Коксетер Група пространство | Диаграма на Коксетер-Динкин | Символ на Шлефли | Частична пита | Цветове по буква |
| -------------------------------------- | --------------------------- | ---------------- | ------------- | ---------------- |
| [4,3,4] Pm3m                           |                             | {4,3,4}          |               | 1: aaaa/aaaa     |
| [4,31,1] Fm3m                          |                             | {4,31,1}         |               | 2: abba/baab     |
| [4,3,4] Pm3m                           |                             | t0,3{4,3,4}      |               | 4: abbc/bccd     |
| [4,3,4,2,∞]                            |                             | {4,4}×t{∞}       |               | 2: aaaa/bbbb     |
| [4,3,4,2,∞]                            |                             | t1{4,4}×{∞}      |               | 2: abba/abba     |
| [∞,2,∞,2,∞]                            |                             | t{∞}×t{∞}×{∞}    |               | 4: abcd/abcd     |
| [∞,2,∞,2,∞]                            |                             | t{∞}×t{∞}×t{∞}   |               | 8: abcd/efgh     |

## Свързани пити
- шестнадесетоклетъчник
- кубична пита
- четириредова дванадесетостенна пита
- четириредова шестоъгълна панова пита

- тесеракт
- кубична пита
- петоредова кубична пита
- шесторедова кубична пита

## В природата
Среща се под формата на проста кубична сингония.
- Вещества с кубична сингония
- Готварска сол
- Цианкалий
- Калиев хлорид
- Оловен сулфид